# Urvics (Bogovinye)
Urvics (macedónul: Урвич) település Észak-Macedóniában, a Pologi körzet Bogovinyei járásában.

## Népesség
| Lakosok száma | 954  | 1027 | 770  | 747  | 830  | 774  | 811  | 756  | 746  |
|               | 1948 | 1953 | 1961 | 1971 | 1981 | 1991 | 1994 | 2002 | 2021 |

2002-ben 756 lakosa volt, akik közül 640 török, 113 albán, 1 macedón és 2 egyéb.